# Lapseki
Lapseki là một huyện thuộc tỉnh Çanakkale, Thổ Nhĩ Kỳ. Huyện có diện tích 882 km² và dân số thời điểm năm 2007 là 27204 người, mật độ 31 người/km².
Thị trấn được thành lập bởi những người thực dân Hy Lạp từ Phocaea vào thế kỷ thứ 6 trước Công nguyên. Ngay sau đó nó trở thành đối thủ cạnh tranh của Miletus, kiểm soát các tuyến đường thương mại ở Dardanelles. Tên Thổ Nhĩ Kỳ hiện đại bắt nguồn từ tên gốc Hy Lạp.
Cầu Çanakkale 1915 là cây cầu dây võng dài nhất thế giới hoàn thành vào tháng 3 năm 2022. Cầu tọa lạc trên eo biển Dardanelles từ Lapseki đến Sütlüce ở Bán đảo Gallipoli. 